# Eccellenza Trentino-Alto Adige
Il campionato di Eccellenza regionale del Trentino-Alto Adige (anche noto in tedesco come Oberliga, letteralmente "lega superiore") prevede un girone unico senza play-off e play-out con la partecipazione di 16 squadre. Chi ottiene il maggior numero di punti viene promosso in Serie D. La seconda classificata accede alla fase finale nazionale dei play-off per designare ulteriori sette squadre che verranno promosse in Serie D.
Le tre squadre classificate dal quattordicesimo al sedicesimo posto retrocedono automaticamente in Promozione Trentino-Alto Adige.
Nei campionati 2020-21 e 2021-22, a causa del COVID-19, si è deciso di portare le squadre a 18, per poi tornare alle consuete 16.

## Albo d'oro
| Stagione | Vincitore           | Promossa ai Playoff Nazionali | Partecipa ai Playoff Nazionali |
| -------- | ------------------- | ----------------------------- | ------------------------------ |
| 1991-92  | Merano              |                               |                                |
| 1992-93  | Rovereto            |                               |                                |
| 1993-94  | Arco                |                               | Salurn                         |
| 1994-95  | Settaurense         |                               | Virtus Don Bosco               |
| 1995-96  | Arco                |                               | Mezzocorona                    |
| 1996-97  | Südtirol-Alto Adige |                               | Benacense 1905                 |
| 1997-98  | Rovereto            |                               | Bolzano                        |
| 1998-99  | Mezzocorona         |                               | Bolzano                        |
| 1999-00  | Condinese           |                               | Rotaliana                      |
| 2000-01  | Rovereto            |                               | Arco                           |
| 2001-02  | Mezzocorona         |                               | Arco                           |
| 2002-03  | Bolzano             |                               | Porfido Albiano                |
| 2003-04  | Arco                |                               | Comano Terme Fiavè             |
| 2004-05  | Vallagarina         |                               | Benacense 1905                 |
| 2005-06  | Porfido Albiano     |                               | Sankt Pauls                    |
| 2006-07  | Alta Vallagarina    |                               | Alense                         |
| 2007-08  | Bolzano             |                               | Brixen                         |
| 2008-09  | Porfido Albiano     |                               | Obermais                       |
| 2009-10  | Trento              |                               | Fersina Perginese              |
| 2010-11  | Sankt Georgen       |                               | Fersina Perginese              |
| 2011-12  | Fersina Perginese   | Trento                        |                                |
| 2012-13  | Dro                 |                               | Sankt Martin Passeier          |
| 2013-14  | Mori Santo Stefano  |                               | Levico                         |
| 2014-15  | Levico              |                               | Sankt Georgen                  |
| 2015-16  | Virtus Bolzano      |                               | Sankt Georgen                  |
| 2016-17  | Trento              |                               | Bozner                         |
| 2017-18  | Virtus Bolzano      |                               | Sankt Pauls                    |
| 2018-19  | Dro                 |                               | Obermais                       |
| 2019-20  | Trento              |                               | Sankt Georgen                  |
| 2020-21  | Levico              |                               |                                |
| 2021-22  | Virtus Bolzano      |                               | Sankt Georgen                  |
| 2022-23  | Mori Santo Stefano  |                               | Lavis                          |
| 2023-24  | Lavis               |                               | Tramin                         |
| 2024-25  | Obermais            |                               | Virtus Bolzano                 |

### Titoli per squadra
| Squadra             | Titoli | Edizioni                  |
| ------------------- | ------ | ------------------------- |
| Rovereto            | 3      | 1992-93, 1997-98, 2000-01 |
| Arco                | 3      | 1993-94, 1995-96, 2003-04 |
| Trento              | 3      | 2009-10, 2016-17, 2019-20 |
| Virtus Bolzano      | 3      | 2015-16, 2017-18, 2021-22 |
| Mezzocorona         | 2      | 1998-99, 2001-02          |
| Bolzano             | 2      | 2002-03, 2007-08          |
| Porfido Albiano     | 2      | 2005-06, 2008-09          |
| Dro                 | 2      | 2012-13, 2018-19          |
| Levico              | 2      | 2014-15, 2020-21          |
| Mori Santo Stefano  | 2      | 2013-14, 2022-23          |
| Merano              | 1      | 1991-92                   |
| Settaurense         | 1      | 1994-95                   |
| Südtirol-Alto Adige | 1      | 1996-97                   |
| Condinese           | 1      | 1999-00                   |
| Vallagarina         | 1      | 2004-05                   |
| Alta Vallagarina    | 1      | 2006-07                   |
| Sankt Georgen       | 1      | 2010-11                   |
| Fersina Perginese   | 1      | 2011-12                   |
| Lavis               | 1      | 2023-24                   |
| Obermais            | 1      | 2024-25                   |

## Partecipazioni
In 35 stagioni di Eccellenza hanno partecipato le 61 seguenti squadre (in grassetto le squadre che sono in organico nel 2024-2025):
- 28:  Brixen
- 27:  Mori Santo Stefano
- 26:  Comano Terme Fiavè[2]
- 25:  Tramin
- 22:  Salurn
- 21:  Sankt Georgen,  Sankt Pauls
- 19:  Arco,  Rovereto
- 16:  Benacense 1905,  Obermais
- 15:  Alense
- 14:  Anaune,  Naturns
- 13:  Condinese[3],  Rotaliana,  Sankt Martin
- 12:  Bozner,  Eppan
- 11:  Ahrntal,  Levico,  Mezzocorona,  Porfido Albiano,  Vallagarina
- 10:  Bolzano
- 9:  Lavis,  Stegen
- 8:  Fersina Perginese,  Merano
- 7:  Villazzano,  Vipo Trento
- 6:  Borgo,  Brunico,  Calciochiese,  Fiavè,  Lana,  Natz,  Virtus Don Bosco
- 5:  Dro,  Südtirol[4],  Taufers,  Trento,  Virtus Bolzano
- 4:  Laives
- 3:  Partschins,  Plose,  Settaurense,  Vahrn
- 2:  Gardolo,  Garibaldina,  Lagarina,  Neugries Bozen,  Pieve di Bono,  Predaia,  Weinstraße Süd
- 1:  Aldeno,  Alta Vallagarina,  Gherdeina,  Schabs,  Ulten,  Union Trento